# Тиранозаврини
Тиранозаврини (Tyrannosaurinae) — підродина тиранозаврових, великих м'ясоїдних динозаврів. Сюди відносять тиранозавра і всі види, спорідненіші з ним, ніж з аублісодоном.

## Систематика
- Підродина Тиранозаврини (Tyrannosaurinae)
  - Alioramini?
    - Аліорам (Alioramus)
    - Qianzhousaurus

  - Bistahieversor
  - Дасплетозавр (Daspletosaurus)
  - Dynamoterror
  - Lythronax
  - Nanotyrannus?
  - Nanuqsaurus
  - Raptorex?
  - Тарбозавр (Tarbosaurus)
  - Teratophoneus
  - Тиранозавр (Tyrannosaurus)
  - Zhuchengtyrannus